# Verband Psychologischer Psychotherapeutinnen und Psychotherapeuten im BDP
Der  Verband Psychologischer Psychotherapeutinnen und Psychotherapeuten (VPP) ist einer der Verbände, die berufspolitische Interessen psychologischer Psychotherapeuten vertreten. Der Verband Psychologischer Psychotherapeutinnen und Psychotherapeuten im BDP ist eine unselbständige Untergliederung im Berufsverband Deutscher Psychologinnen und Psychologen (BDP).

## Organisation
Dem Verband Psychologischer Psychotherapeutinnen und Psychotherapeuten im Berufsverband Deutscher Psychologinnen und Psychologen steht ein sechsköpfiger Bundesvorstand vor, er ist in 12 Landesfachverbänden organisiert.
Seit der Gründung der Psychotherapeutenkammern der Länder und des Bundes (zwischen 2001 und 2003) ist der VPP in diesen  berufsständischen Körperschaften vertreten.
Von 27.000 approbierten Psychotherapeuten, die Pflichtmitglieder in den Länderpsychotherapeutenkammern sind, sind 18.000 psychologische Psychotherapeuten als Mitglieder der Kassenärztlichen Vereinigungen und damit sozialrechtlich zugelassen oder ermächtigt. Die Hälfte davon, also rund 9.000 sind Mitglied des BDP.

## Aufgaben
Der Verband Psychologischer Psychotherapeutinnen und Psychotherapeuten im Berufsverband Deutscher Psychologinnen und Psychologen sieht vor allem drei Aufgaben
- Vertretung der Diplom-Psychologen, die die Ausbildung zur Psychologischen Psychotherapeuten absolvieren oder absolviert haben;
- Förderung der Psychologie als Grundlagenwissenschaft für eine methodenvielfältige Psychotherapie;
- Stärkung der Identität Psychologischer Psychotherapeuten aus psychologischem Denken und Handeln heraus im Gesundheitswesen und im Bild der Öffentlichkeit.

## Geschichte
Der Verband Psychologischer Psychotherapeutinnen und Psychotherapeuten wurde 1993 gegründet als einer von 11 Arbeitsbereichen im Berufsverband Deutscher Psychologinnen und Psychologen (BDP). Die Gründung des VPP geschah zu einem Zeitpunkt, als es keine gesetzliche Approbation für Psychotherapeuten in Deutschland gab. Die Abrechnung über Krankenkassen war grundsätzlich ärztlichen Psychotherapeuten vorbehalten. Einzige Ausnahme war das Verfahren der Techniker-Krankenkasse („TK-Stempel“), bei dem schon vorher eine Direktabrechnung möglich war.
Im Vorfeld der Erarbeitung des Psychotherapeutengesetzes war ein sehr intensiver standespolitischer Einsatz für Absicherung der beruflichen Tätigkeit psychologischer Psychotherapeuten notwendig. Psychologische Psychotherapie fand vorwiegend im Delegationsverfahren statt, d. h. ein Arzt trug die Verantwortung und rechnete mit der Kasse ab (gegen entsprechende Beteiligung an den Einnahmen).
Da der BdP ein Gesamtberufsverband aller Psychologen ist (die in sehr vielen weiteren Gebieten tätig sind), der Einsatz für das Psychotherapeutengesetz aber sehr viele Ressourcen band, wurde der VPP als Sektion und spezifische Fachvertretung gegründet. Außerdem wollte man damit erreichen, dass ein ausreichend spezialisierter und qualifizierter Fachverband existiert, der sowohl vor Erarbeitung des Gesetzes mit den anderen Interessen-Verbänden konkurrenzfähig war, als auch danach die spezifischen Interessen der psychologischen Psychotherapeuten weiter gut vertreten kann.